# Biotopo palude del Fiume Cavana
La Palude del fiume Cavana è un biotopo del Friuli-Venezia Giulia istituito come area naturale protetta nel 1998.
L'area protetta riguarda la zona umida del fiume Cavana su un territorio di 40 ha, nel comune di Monfalcone, nella provincia di Gorizia.

## Storia
Il sito è stato istituito nel 1998, in applicazione della legge regionale 42/1996. Costituisce l'ultima area umida rimasta tra le foci dell'Isonzo e quelle del Timavo.

## Territorio
Il biotopo acclude l'area denominata Cavana di Monfalcone, zona umida il cui nome deriva da quello di un breve corso d'acqua di risorgiva, lungo circa 700 metri, denominato appunto Cavana, che nasce poco a nord del biotopo, nella zona denominata Schiavetti. Il sito protetto si estende a sud del canale artificiale Brancolo, coprendo l'area che divide Marina Julia da Marina Nova.

## Comuni
Il territorio del biotopo si trova, interamente ricompreso, nel comune di Monfalcone.